# Gallec
El gallec és una llengua romànica parlada principalment a Galícia. Ve del galaicoportuguès, llengua medieval que va evolucionar secularment a Galícia al marge de Portugal i va donar lloc als actuals gallec i portuguès. Constitueix un romanç autònom per a les autoritats lingüístiques oficials a Galícia, emparentat amb el portuguès, mentre per a altres lingüistes encara avui és una variant co-dialectal del diasistema lingüístic gallec-portuguès, formant una llengua comuna amb altres formes portugueses que existeixen al món, com al Brasil, a Moçambic o a Angola. Al capdavall el gallec i el portuguès venen de la mateixa variant del llatí, el galaicoportuguès, desenvolupat a la província romana de Gallaecia.

## Història

Mapa cronològic que mostra l'evolució territorial de les llengües del sud-oest d'Europa entre les quals apareix el gallec.

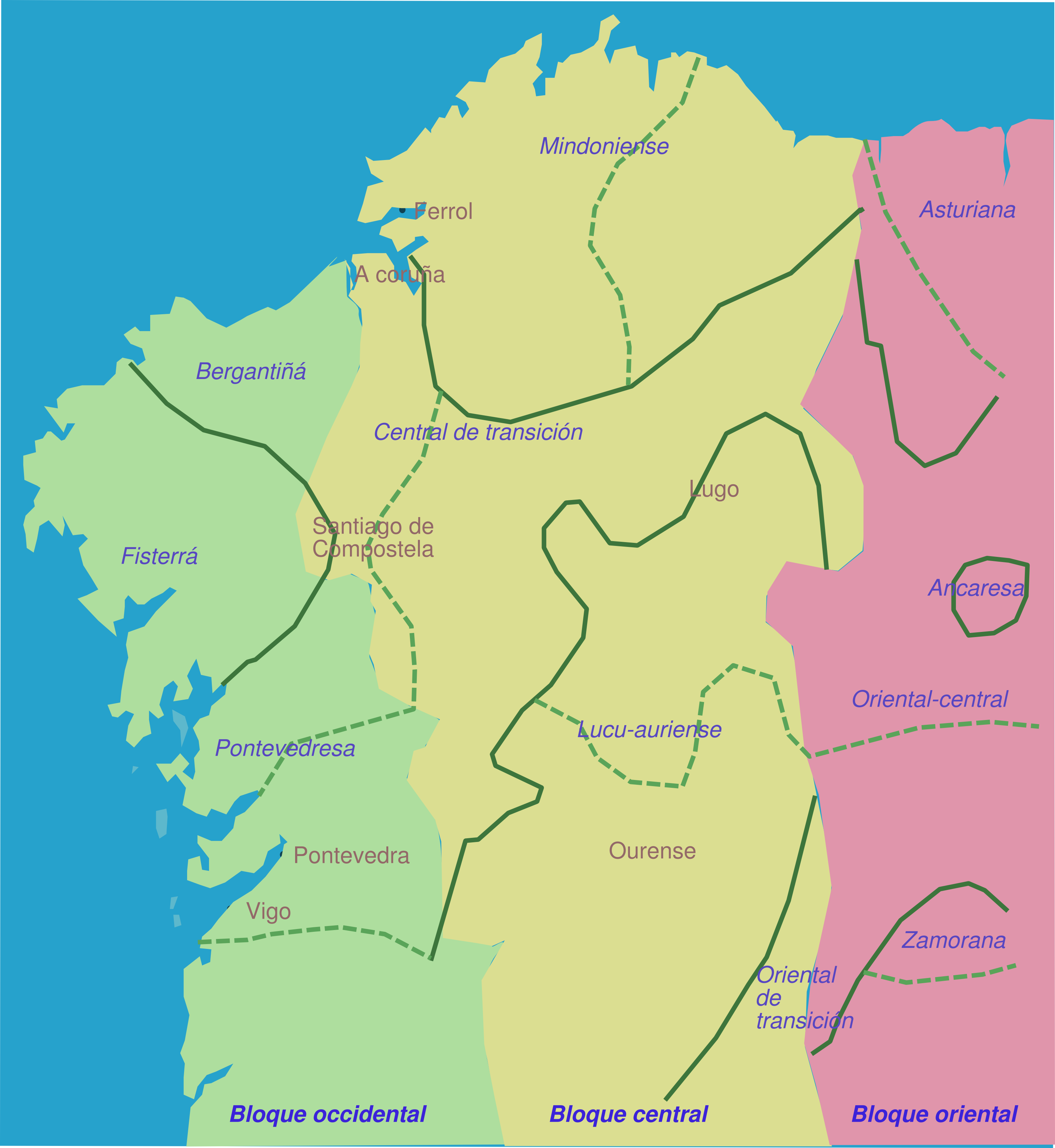
Mapa lingüístic del gallec

El gallec i el portuguès venen de la mateixa variant del llatí, el galaicoportuguès, desenvolupat a la província romana de Gallaecia. Al segle xiii es considera ja formada la llengua, com a resultat d'assimilació del llatí vulgar parlat pels conqueridors romans al segle ii. Malgrat que l'estàndard oficial considera el gallec una llengua diferenciada, existeixen corrents reintegracionistes i lusistes que defensen l'homogeneïtat del sistema lingüístic galaico-portuguès, i advoquen per un acostament gramàtic i ortogràfic de tots dos estàndards o cap a la plena adopció de la forma culta del portuguès europeu.
El primer document en gallec s'ha trobat recentment i data de 1228. Es tracta del Foro do bo burgo de Castro Caldelas, fur atorgat pel rei Alfons IX a la vila d'Allariz, a la província d'Ourense. Durant l'edat mitjana, fou llengua culta fora de Galícia i Portugal, puix que escrivia en gallec, per exemple, el rei Alfons X el Savi, amb les seves "Cantigas de Santa María".
El galaico-portuguès tingué gairebé 700 anys d'existència oficial i plena, però les desfetes que patí la noblesa gallega en prendre partit per faccions perdedores a les guerres de poder, al final del segle xiv i al començament del segle xv enceten una nova etapa: Os Séculos Escuros (Els Segles Foscos). Durant aquest temps, simultàniament a la introducció d'una noblesa i dominació castellanes a Galícia, comença l'opressió i la desaparició pública, oficial, literària i religiosa del gallec. El portuguès, del seu costat, guanyà durant aquest període la protecció i el desenvolupament lliure, puix que Portugal fou l'únic territori hispànic que romangué pràcticament lliure del domini castellà.
Actualment, el gallec és parlat per quasi més de tres milions de persones. És la llengua oficial (al costat de l'espanyol) a la comunitat autònoma de Galícia. També és parlada per una part important de la comunitat gallega a l'exterior, escampada arreu del món. Des del punt de vista lusista, a Galícia es parla una llengua que té 200 milions de parlants al món, coneguda com a portuguès. Tot i així, al "gallec" del continent europeu, s'haurien d'incloure els parlars del nord de Portugal, atès que tenen el mateix substrat i norma lingüística d'auto-identificació de l'Eurorregió Galícia-Nord de Portugal.
Cada any, i en honor de Rosalía de Castro, el 17 de maig se celebra el "Dia de les Lletres Gallegues" (Dia das Letras Galegas), dedicat a algun escriptor en aquesta llengua (triat per la Real Academia Galega). Aquest dia és aprofitat pels organismes oficials per sostenir l'ús i coneixement de la llengua gallega.
A la dècada de 1990 es descobrí que en una vall de la província extremenya de Càceres -la Vall de Xàlima-, sobrevivia en forma dialectal, el gallec-portuguès, als també coneguts com a Os Três Lugares: Valverde del Fresno, Eljas i San Martín de Trevejo. Seria una variant del gallec antic portat per colons els segles xii i xiii, però més aviat és portuguès arcaic de la Beira.

## Extensió del gallec

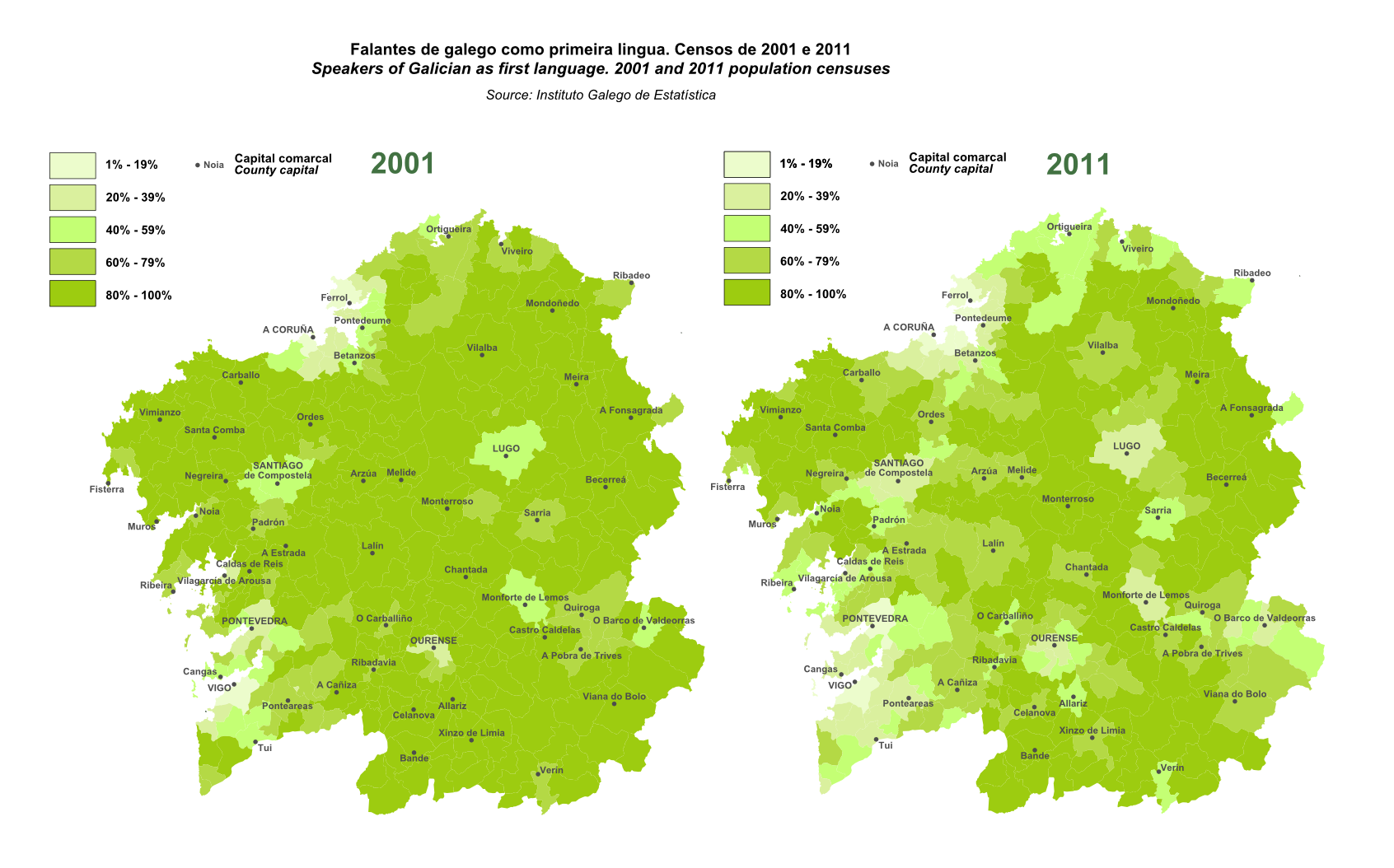
Parlants de gallec com a primera llengua segons els censos de població i habitatges de l'Institut Gallec d'Estadística (2001)

El gallec es parla a Galícia, on és la llengua oficial juntament amb el castellà. També es parla a les zones limítrofes de Castella i Lleó i Astúries. Aquestes zones fora dels límits administratius de Galícia reben el nom de Galícia irredempta.
A Castella i Lleó, es parla a l'occident de la comarca d'El Bierzo, a la província de Lleó, i en una zona de l'oest de la província de Zamora, anomenada As Portelas, formada pels municipis de Porto, Pías, Lubián i Hermisende i a la pedania de Calabor, al municipi de Pedralba de la Pradería. En ambdues zones es permet el seu ensenyament reglat segons un acord entre les Conselleries d'Educació de la Xunta de Galicia i la Junta de Castella i Lleó. El curs 2005-2006 cap col·legi senabrés va sol·licitar encara impartir l'assignatura optativa de gallec, enfront dels 844 alumnes que ja l'estudien en 9 municipis bercians, a càrrec de 47 professors. A més en l'Estatut d'Autonomia de Castella i Lleó, al seu article 4t, s'hi indica: "Gaudiran de respecte i protecció la llengua gallega i les modalitats lingüístiques als llocs que habitualment s'utilitzin".
Al Principat d'Astúries es parla en 19 municipis limítrofs pertanyents a la comarca de l'Eo-Navia, on s'anomena eonaviego o gallec-asturià.
Les comunitats de gallecs a Hispanoamèrica, especialment a Buenos Aires (Argentina), Caracas (Veneçuela), Montevideo (Uruguai), l'Havana (Cuba), Ciutat de Mèxic (Mèxic) i a Europa, el conserven amb força precarietat.
En tres municipis extremenys fronterers amb Portugal de la Vall del Xàlima, Valverde del Fresno, Eljas i San Martín de Trevejo, es parla la Fala de Xàlima. Es tracta d'una modalitat gallego-portuguesa sobre la qual hi ha una certa polèmica amb tints polítics, com a les altres fales frontereres galaicoportugueses: si és una tercera branca del galaicoportuguès, un portuguès antic de les Beires amb superestrats lleonès i castellà o un gallec amb superestrats lleonès i castellà, alguns historiadors afirmen que procedeix dels gallecs participants en la Reconquesta que es van instal·lar en aquestes zones.

### El gallec-asturià

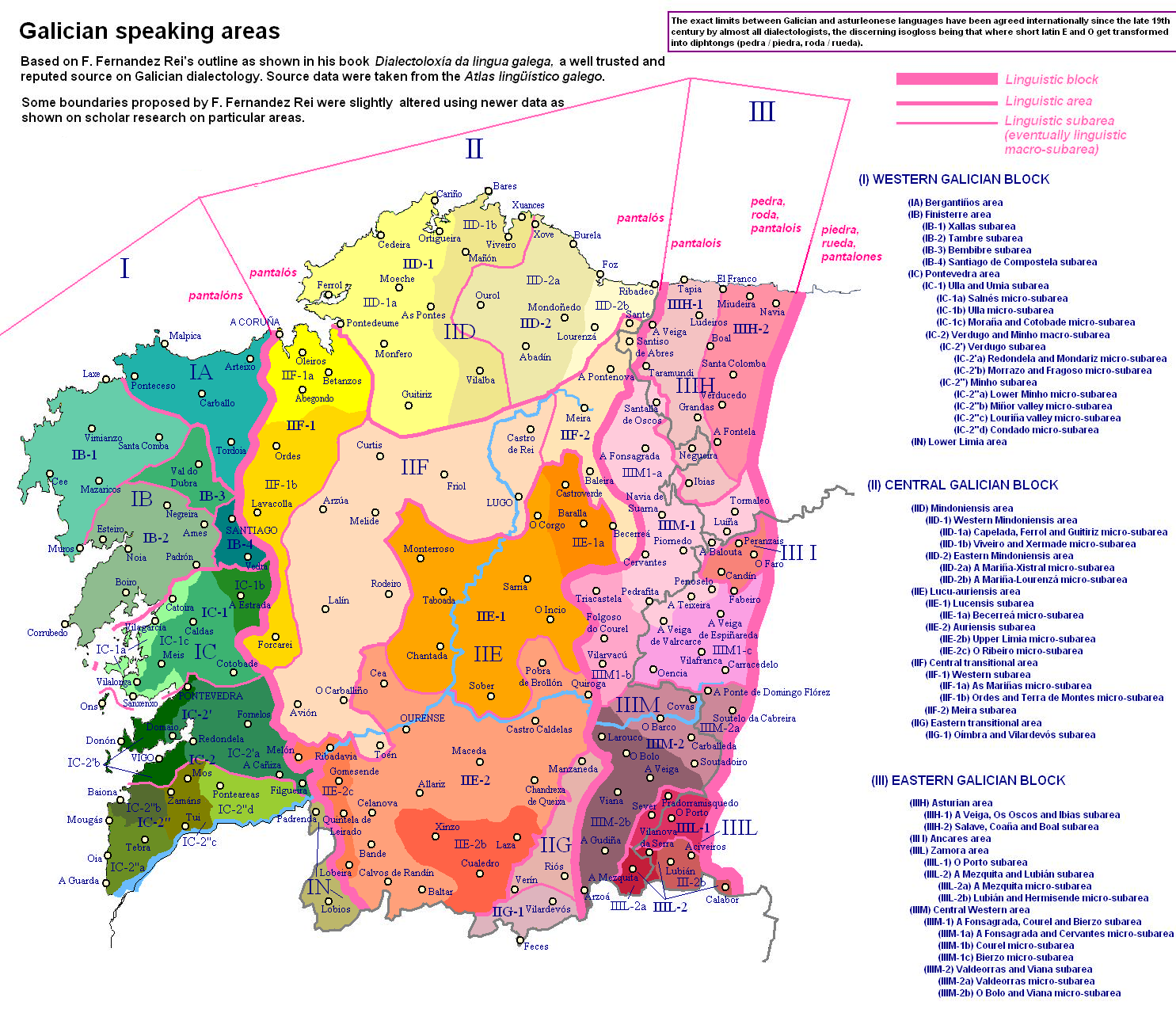
El gallec-asturià en el conjunt d'àrees lingüístiques del gallec.

Eonaviego, llengua eonaviega, gallec-asturià, fala de l'occident d'Astúries o gallec d'Astúries (o simplement fala per als seus parlants) és un conjunt de parles (o falas) situades en la zona asturiana compresa entre els rius Eo i Navia, si bé la seva àrea d'influència abasta també zones més orientals que el riu Navia. Aquest territori es coneix com a Terres de l'Eo-Navia (un territori que no coincideix amb la comarca de l'Eo-Navia). Les Terres de l'Eo-Navia comprenen els municipis asturians d'A Veiga, Bual, Castropol, Cuaña, Eilao, El Franco, Grandas de Salime, Ibias, Pezós, Samartín d'Ozcos, Santalla d'Ozcos, San Tiso d'Abres, Tapia de Casariego, Taramundi, Vilanova d'Ozcos; i parts de Navia, Villayón i Allande.
Històricament aquesta zona ha estat i està molt aïllada de la resta d'Astúries, i per descomptat de Galícia i Castella, a causa de les seves fronteres naturals: el riu Eo, la serralada Cantàbrica i el riu Nalón i el mar Cantàbric. També és cert que és una zona de paisatges abruptes, menys la part de la rasa costanera que és més plana, i per això les comunicacions interiors tampoc eren fàcils.

#### Parlants
No existeixen dades precises del nombre de parlants, si bé la zona en la qual es parla compte amb uns 45.000 habitants. Segons el II Estudi sociolingüístic d'Astúries. 2002, realitzat per l'equip Euskobarómetro set de cada deu enquestats (72%) van dir ser parlants de gallec-asturià, encara que únicament un de cada cinc (24%) va afirmar saber llegir-lo, i un de cada sis (16%) escriure'l. Com a dada preocupant cal destacar la reculada generacional de la fala, que encara que segueixi sent la majoritària com llengua materna, avui dues de cada tres persones (67%) fa més d'una dècada (en l'enquesta de 1990) eren tres de cada quatre (75%). La reculada entre generacions és clar, i avui únicament tres de cada deu enquestats afirmen utilitzar la llengua amb els seus fills.

#### Característiques lingüístiques
La llengua eonaviega és el resultat de l'evolució de la llengua gallec-portuguesa parlada a l'extrem occidental de la península. El fet, però, de trobar-se sotmesa durant gairebé segles a un procés de disglòssia a conseqüència de l'oficialitat del castellà, ha determinat la desaparició de gran part dels caràcters originaris. Al costat d'aquests caràcters s'aprecien altres processos fonològics de transició i altres anteriors al moment de cohesió lingüística de la llengua gallec-portuguesa.

## Situació sociolingüística
El gallec (galego) té el reconeixement de llengua pròpia, i llengua oficial junt al castellà, a Galícia (Constitució espanyola de 1978 art. 3.2. i Estatut d'Autonomia de Galícia art. 5). Forma part, igual que el castellà, del grup de llengües iberoromàniques i està estretament emparentat amb el portuguès, amb el qual va formar unitat lingüística (gallegoportuguès) durant l'edat mitjana. De fet, segons alguns segueix formant-la avui dia malgrat les diferències sorgides (vegeu reintegracionisme). El gallec presenta tres blocs diferents de parla que creuen Galícia de nord a sud; són els blocs: occidental, central i oriental, que al seu torn se subdivideixen en diferents àrees. El gallec es parla, a més de Galícia i el nord de Portugal, a l'occident d'Astúries i de les províncies de Lleó i Zamora. Fora del nord-oest, es troba la fala de la vall de Jálama a Extremadura, relacionada amb el portuguès i, per tant, també amb el gallec.
A Galícia, el gallec és la llengua materna del 52,0% de la població, el castellà del 30,1%, i el 16,3% té ambdues llengües com a llengües maternes. D'altra banda, el 61,2% de la població usa habitualment més el gallec que el castellà, mentre que el 38,3% usa habitualment de forma predominant el castellà.
El castellà és la llengua més parlada a les zones urbanes, mentre que el gallec ho és a les zones rurals.
En conjunt, el gallec és la llengua parlada a casa de forma preferent per aproximadament 1.470.000 gallecs. Altres 784.000 el parlen de manera indistinta amb el castellà.

## Normativa ortogràfica
L'ortografia gallega es va introduir l'any 1982 i la promulgà després el 1983 la Real Academia Galega (RAG), es basa en un report de l'Instituto da Lingua Galega (ILG). Aquesta és motiu de conflictes per tal com alguns ciutadans prefereixen reconèixer el gallec com una varietat del portuguès, i per això no van voler adoptar aquesta norma, o en tot cas, amb algunes adaptacions.
Actualment hi ha dues normatives diferents, però només una és oficial. L'ha aprovada la RAG i s'utilitza a les institucions oficials i l'educació, com també l'empren la major part d'escriptors. L'altre sistema, orientat cap al portuguès pel moviment de reintegracionisme (reintegracionismo) i que utilitza un sistema conegut com a normativa de màxims ortogràfics, és promogut per l'Associaçom Galega da Língua (AGAL). Una altra posició, més enllà del reintegracionisme, és el lusisme (lusismo), que proposa d'inserir el gallec plenament a la normativa de la comunitat lingüística portuguesa. El 2003 va fer-se una revisió de la normativa oficial amb alguns canvis petits cap a la normativa portuguesa. Fins aquell moment hi havia una altra normativa que era un compromís de la reintegracionista i l'antigament oficial, però després de la revisió els seus seguidors han acceptat la nova oficial.
El 1986 i el 1990, hi hagué dues trobades dels països lusoparlants per tal d'iniciar una reforma ortogràfica. Galícia hi fou invitada, però el govern gallec del Partit Popular va fer cas omís de la invitació. Tanmateix, una comissió no oficial de lingüistes va assistir a aquests dos esdeveniments.

## Literatura gallega
La literatura gallega és la literatura feta en gallec a Galícia o a l'antic Regne de Galícia.

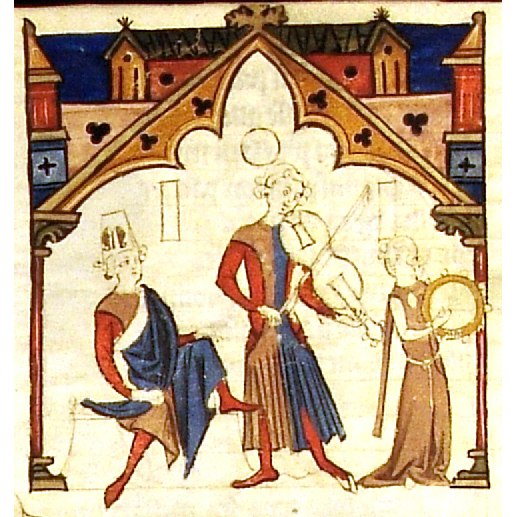
Trobadors en una miniatura del Cancionero de ajuda

### Primers testimonis
Els primers texts trobats en gallec són una escriptura de foro datada del 1016 (O foro de Arnoia), el reconeixement del Consello de Lugo sobre la Senyoria del bisbe del 1207, i la donació de Pero Cipriániz al Monestir de Samos del 1227.

### Literatura galaico-portuguesa
Durant els segles xii i xiii destacarà una literatura desenvolupada en una koiné que volia unificar les parles gallega i portuguesa, i que es desenvoluparia fins al segle xviii. Sovint fou emprada per autors castellans, degut al prestigi literari del que gaudia en aquella època. Les obres que va deixar foren principalment de caràcter poètic, recollides en els principals llibres:
- Cancioneiro da Ajuda, datat del segle xiii-XIV i en què no consten els autors dels poemes
- Cancioneiro da Vaticana, còpia del segle xv.
- Cancioneiro Colocci-Brancutti
- O pergamiño Vindel, còpia del segle xiii amb set cantigas del famós trobador Martín Codax.
- O escarño de Malonda, compost per l'infant castellà Don Juan Manuel.
- As Cantigas de Santa María, quatre manuscrits del 1280 compostos pel rei castellà Alfons X el Savi.

Els primers trobadors gallecs coneguts foren Joam Soares de Paivia, Paio Soares de Tabeirós (fl. 1189), primer xoglar, i el rei Sanç I de Castella. Després destacarien com a autors fins al 1350 els poetes Bernal de Bonaval, Xohan Zorro, Macías O Namorado (fl. 1340-1370) autor de 21 cantigues recollides al Cancionero de Baena, Pero Mesgo, Meendiño, Pero Amigo, Xohan Airas (mort el 1275) de Santiago, autor de 50 cantigas de amigo, 25 d'amor i 10 d'escarnio e maldicer; Airas Nunes, Paio Gomes Chariño i Pero da Ponte.
Pel que fa a la prosa, en el segle xiii destaquen alguns fragments d'As Partidas del rei Alfons X Sabio, versions de la Corónica Xeral galega i de la Xeral Historia, de la Corónica troiá (1373) i História Troiá; a finals del segle xiv destacarien el Livro de Tristan, la Demanda do Santo Graal, Corónica Galega del 1404, una versió del Foro Xuzgo, Legenda Aurea de frai Xacobe de Vorágine i Os Miragres de Santiago, texts jurídics i històrics, i relacionats amb el cicle artúric; el Livro dos cavalheiros cambiadores de Santiago, Tratado de Albeiteria (traducció d'una obra llatina de Jordano Rubio de Calabria). Val a dir que aquesta koiné serà emprada sovint com a llengua de cort a Castella, com a Catalunya i Aragó ho era l'occità, i fins i tot com a llengua poètica gairebé fins a començament del segle xv, amb la Corónica de Santa María de Iria (1468) composta per Rui Vázquez.

### Decadència
Però Ferran III de Castella declarà el castellà com a idioma oficial dels documents reials, i el 1480 les Corts de Toledo obligaren a tots els aspirants a escrivans del Real Consejo a examinar-se en castellà, cosa que donà la ferida de mort a la literatura galaica. Tot i així, encara frai Xerome Bermúdez (1530-1605) va escriure en castellà però tot declarant que no ho feia bé perquè no era la seva parla natural.
El gallec, encara que relegat a llengua de segon ordre en aquells anys, encara era present en la vida pública i literàric, com ho mostraren les Exequias de raíña Margarita del 1612. Les darreres mostres de literatura gallega arcaica es donaren a les Festas Minerváis de Santiago de Compostel·la el 1697, en honor d'Alonso de Fonseca, i que recolliren poesies de Xoán do Río e Otero. Durant la il·lustració podem destacar José Andrés Cornide de Folgueira y Saavedra (1734-1803), amb el sonet A Filida i Antonio Cernadas e Castro O Crego de Friume (mort el 1777), també autor de poemes. Una de les obres més importants, El nuevo Cesáreo de las Candelas: La Pilingrina (1787) de Manuel Freire de Castrillón, fou prohibida per la Inquisició.

### El Rexurdimento

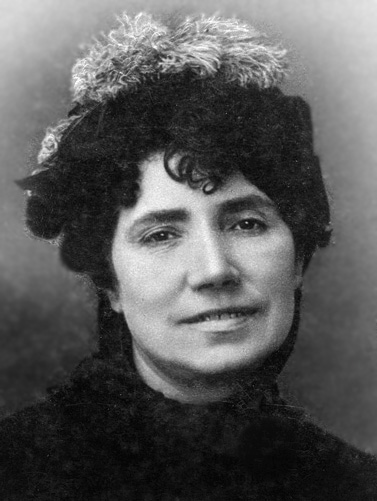
Rosalía de Castro

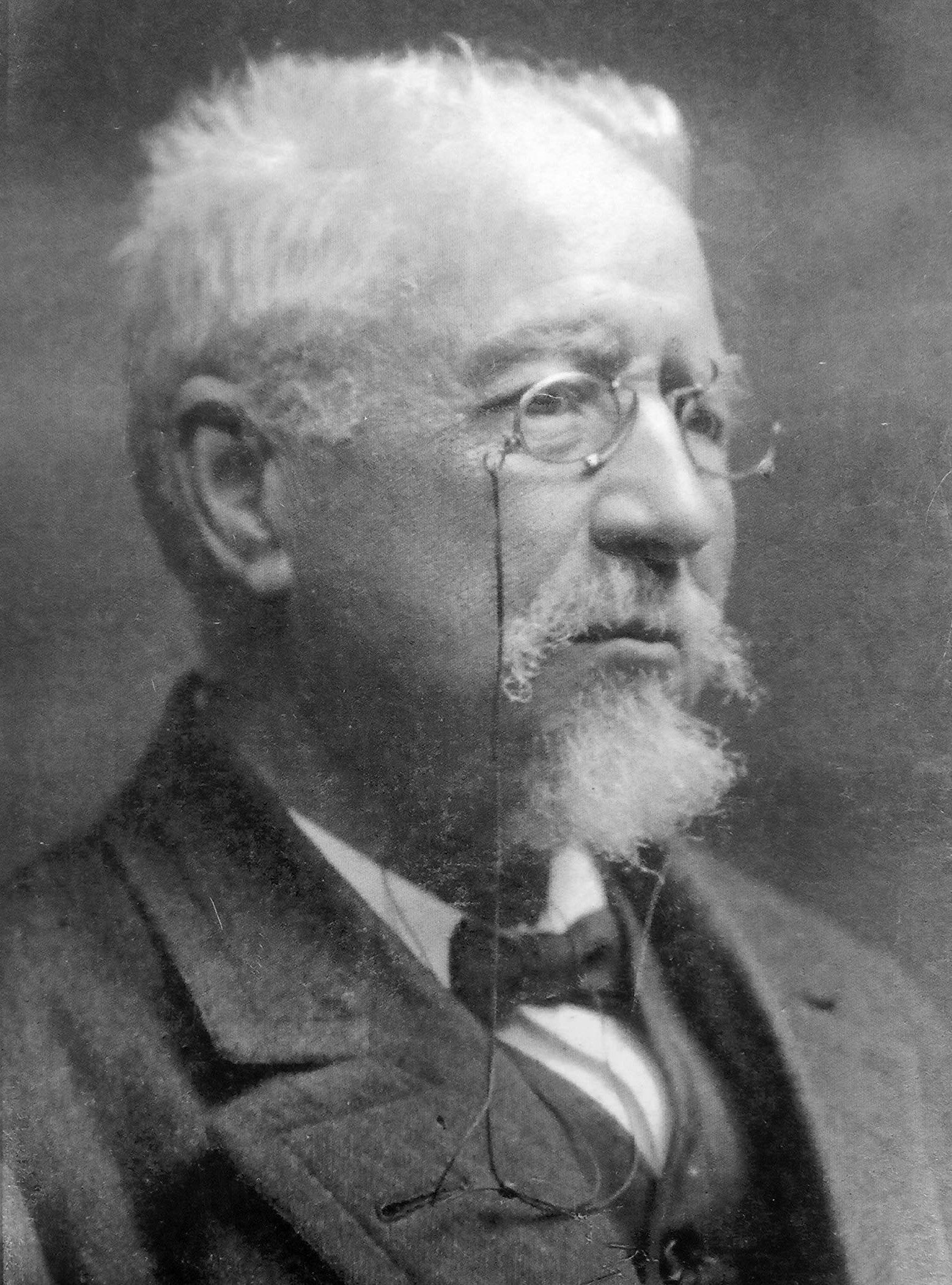
Manuel Murguía

A la primeria del segle xix, a poc a poc, es començà a desenvolupar una literatura en gallec. Xosé Fernández Neira va compondre Proezas de Galicia (1810), Manuel Pardo de Andrade compongué Os rogos d'un galego establecido en Londres, dedicados aos seus paixanos para abrilles os ollos sobre certas iñorancias e o demáis que o verá o curioso leitor (1813), Pedro Boado de Sánchez escriví el bilingüe Diálogo entre dos labradores gallegos afligidos y un abogado instruido, despreocupado y compasivo (1823), i el 1820 es fundava el primer diari en gallec a Santiago, Tertulia na Quintana.
Però es considera l'inici del Rexurdimento, moviment de recuperació literària similar al de la Renaixença catalana, la publicació el 1828 del poema A Alborada de Nicómedes Pastor Díaz (1811-1863), considerat com a punt de referència per als autors posteriors. Francisco Añón Paz (1812-1878) va compondre els poemes A Leiteira i Recordos de infancia. I António Bieito Fandiño compongué el primer sainet gallec, A casamenteira (1812, publicat el 1849).
El 1853 Xohan Manuel Pintos (1811-1873) va publicar A gaita galega amb un ric recull lèxic, que propiciarà a partir del 1863 el naixement del Rexurdimento, que donaria a Galícia figures literàries del tarannà de Rosalía de Castro (1837-1885), poetessa autora de Cantares gallegos (1863), ruralista i d'afirmació gallega, i Follas novas (1880) de caràcter metafísic; Eduardo Pondal (1835-1917), poeta romàntic sovint exiliat, autor d'A campana de Anllóns (1862) barreja de Góngora i saudade, Queixumes dos Pinos (1886), cant a la llibertat, i Os Eoas (1917), poema còsmic; Manuel Curros Enríquez (1851-1908), el més compromès políticament, amb Aires da miña terra (1880) i la sàtira anticlerical O divino sainete (1888); Valentín Lamas Carvajal (1849-1906), amb la prosa O catecismo do labrego (1889) i els poemes Saudades galegas (1880) i Espiñas, follas e frores (1878); Antonio López Ferreiro, amb les novel·les històriques O Castelo de Pambre (1895) i A Tercedeira de Bonaval (1894); Manuel Leiras Pulpeiro (1854-1912) amb uns Cantares gallegos (1910); Aureliano Pereira, polític i poeta amb Cousas de aldea (1891) i A cova da serpe (1893); i Marcial Valladares Núñez (1821-1903) amb la primera novel·la moderna en gallec, Maxina ou a filla espúrea (1880), i els estudis Diccionario gallego-castellano i Elementos de gramática gallega, que no foren publicats fins al 1970.
El 1861 també s'iniciarien els Xogos Froráis, a imitació dels provençals i catalans, mentre que la impremta dels Carré Aldao publicarà des del 1862 les antologies dels poetes gallecs. El 1868 Xoán Antonio Saco e Arce publicarà la primera gramàtica galega de caràcter normalitzador, així com la Historia de Galicia (1866-1904) de Manuel Murguía. Però la primera obra teatral d'èxit en gallec fou obra de Francisco de la Iglesia, A fonte do xuramento (1882). I potser els darrers representants del rexurdimento que enllaçararen amb les noves generacions foren Uxío Carré Aldao (1859-1932), que esdevindrà secretari perpetu de la Real Academia Galega i director de la revista A Nosa Terra de la Corunya, autor dels poemes Brétemas (1896) i Rayolas (1898) i les narracions Contos da forxa (1919) i A terra chama (1925); i Manuel Lugrís Freire, conegut polític i autor d'una Gramática do idioma galego (1922) i dels drames A ponte (1903), Mareivas (1904), Escravitú (1906) i O pazo (1916).
Pel que fa a la premsa en gallec, es fundaren durant aquells anys nombroses publicacions de caràcter satíric exclusivament en gallec, com O Tío Marcos da Portela (1876-1889) a Ourense, dirigit per Valentín Lamas Carvajal, i O Vello do Pico Sacro (1861) a la Corunya, ambdúes de caràcter populista i galleguista i ferm compromís lingüístic; també es fundaren en aquest sentit O Seor Pedro (1881) a Santiago, A Tia Catuxa (1881) a Pontevedra, O Galiciano (1882) a Pontevedra, A Fuliada (1884) a la Corunya, A Gaita Gallega (1884) a l'Havana i A Monteira (1889-1890) a Lugo, setmanari regionalista i literari influït per les idees de Brañas i de Montenegro Saavedra.